# Asha Bhosle
Asha Bhosle, (Marathi: आशा भोंसले) född 8 september 1933, är en indisk sångerska. Hon är känd för att ha sjungit på soundtracks till otaliga Bollywood-filmer. En av hennes kändaste sånger är "Dum Maro Dum" från 1973. 1997 fick gruppen Cornershop en stor hitsingel med låten "Brimful of Asha" som var en hyllning till henne.
Asha Bhosles syster var Lata Mangeshkar.